# Axel Möller
Didrik Magnus Axel Möller, född den 16 februari 1830 i Västra Alstads socken i Malmöhus län, död den 25 oktober 1896 i Lund, var en svensk astronom och universitetslärare.

## Biografi

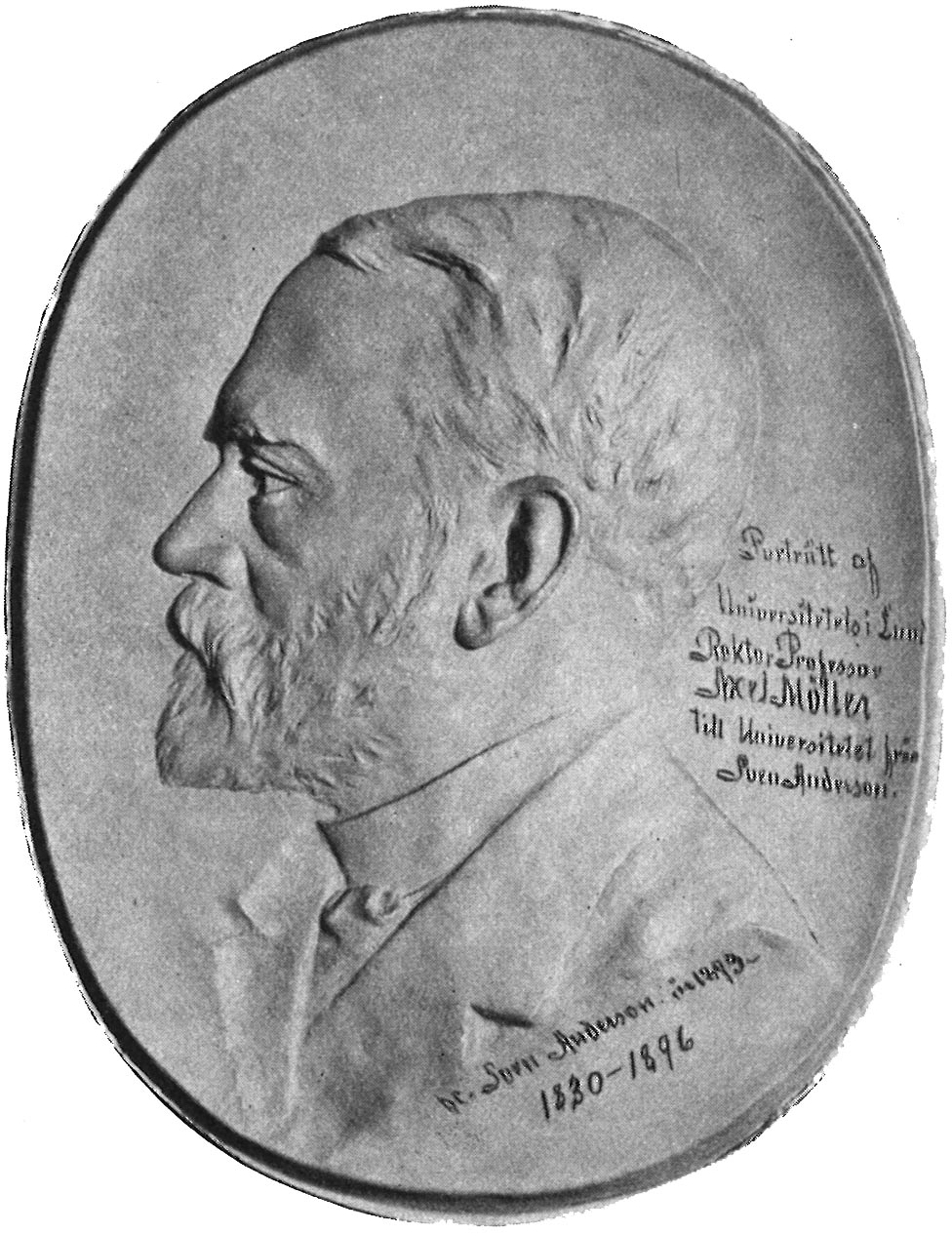
Skulptur av Möller av Sven Anderson 1893.

Möller blev amanuens vid astronomiska observatoriet i Lund, 1851, filosofie magister 1853, docent i praktisk astronomi samma år samt astronomie adjunkt och observator 1855. Han blev 1861 extra ordinarie och var 1863–1895 ordinarie professor i astronomi vid Lunds universitet. Åren 1874–1875 och 1891–1895 var han rektor för universitetet. Han blev ledamot av Fysiografiska sällskapet i Lund (1859), Vetenskapsakademien (1869), Vetenskapssocieteten i Uppsala (1876) samt erhöll för sina utförda arbeten Fernerska priset och Wallmarkska belöningen av Vetenskapsakademien och Royal Astronomical Societys guldmedalj (1881).
Möllers mest betydelsefulla arbete var en omfattande beräkning av speciella perturbationer (störningar) för Fayes komet, utförd efter Johann Franz Enckes störningsmetod och utgörande, vid sidan av de över Enckes komet utförda undersökningarna, det största och fullständigaste verk i sitt slag. Han lyckades härvid bringa iakttagelserna av denna komet, även kallad Faye-Möllers komet, i fullständig överensstämmelse med Newtons gravitationslag, utan att, såsom fallet är vid Enckes komet, behöva ta sin tillflykt till antagandet av ett rymden uppfyllande resisterande medium.
Hans andra huvudarbete behandlar småplaneten Pandoras rörelse och omfattar en efter Peter Andreas Hansens metod utförd beräkning av de absoluta perturbationerna för denna planet. Detta var det första av en svensk utförda arbetet enligt Hansens nya metoder. Möllers skrifter om dessa arbeten finns dels i Vetenskapsakademiens publikationer, dels i astronomiska tidskrifter, särskilt Astronomische Nachrichten, som för övrigt innehåller en mängd större eller mindre artiklar av honom. Slutligen kan nämnas hans planet- och kometobservationer utförda på Lunds observatorium 1867–1882 (i Acta universitatis lundensis).
Det nya astronomiska observatoriet i Lund grundlades av Möller. Vetenskapsakademien lät 1906 prägla hans medalj. Axel Möller är begravd på Norra kyrkogården i Lund.